# Лукин, Николай Михайлович
Никола́й Миха́йлович Луки́н (псевдоним — Н. Антонов; 8 (20) июля 1885, с. Кусково Спасской волости Московской губернии (ныне в черте города Москвы) — 19 июля 1940) — советский историк-марксист, публицист. Являлся лидером среди советских историков в 1930-е годы, после смерти М. Н. Покровского.
Член РСДРП(б) с 1904 года.
Академик АН СССР (13 февраля 1929 года, исключён 5 сентября 1938 года, восстановлен 26 апреля 1957 года).

## Биография
Родился в семье учителя начальной школы. Двоюродный брат Николая Ивановича Бухарина, сестра Лукина, Надежда Михайловна (1887—1940), была первой женой Бухарина.
Окончил с золотой медалью 2-ю московскую гимназию и поступил на историко-филологический факультет Московского университета (1903).
Участник революции 1905—1907 годов. В 1906 году вошёл в состав Московского комитета РСДРП, в 1907 году был арестован и после четырёхмесячного заключения сослан в Ярославль.
В конце 1908 года вернулся в Москву и восстановился в университете, который окончил в 1909 году с дипломом первой степени. Его дипломная работа «Падение Жиронды», выполненная под руководством Р. Ю. Виппера, была удостоена факультетской премии. По ходатайству Р. Ю. Виппера был оставлен при кафедре всеобщей истории для подготовки к профессорскому званию. Приват-доцент там же (1916).
С 1915 года преподавал в Московском университете.
Участник революции 1917 года. Примыкал к группе «левых коммунистов».

В. П. Волгин, Н. М. Лукин-Антонов, Ф. А. Ротштейн, Д. Б. Рязанов — вот и весь список историков-марксистов, работавших в области зарубежной истории, крупных учёных, стоявших у истоков советской историографии.
 — А. З. Манфред
С марта 1918 года сотрудник «Правды».
С июня 1918 года профессор Социалистической (позднее — Коммунистической) академии, её действительный член (27.04.1919).
С 1919 года работал также на факультете общественных наук МГУ, где был деканом, в 1921 года работал на кафедре истории в Коммунистическом университете им. Я. М. Свердлова, затем в Академии Генштаба РККА, Институте красной профессуры, научным сотрудником Института истории РАНИОН.
В 1922 году книга Лукина «Парижская Коммуна 1871 года» положила начало новому направлению его научных исследований. В ней академик Лукин отмечал, что Парижская коммуна явилась первой попыткой пролетариата дать буржуазии генеральное сражение и именно такой осталась в памяти последующих поколений.
В 1921 году входил в состав «комиссии Ф. А. Ротштейна». С 1927 года член главной редакции БСЭ, и совместно с Ф. А. Ротштейном редактор отдела новой и новейшей истории стран Запада. В 1928 году был в двухмесячной научной командировке во Франции. В 1929 году был замешан в «академическое дело». С 1931 года возглавлял кафедру новой истории сначала в МИФЛИ, а с 1934 года, с восстановлением в МГУ исторического факультета, заведовал кафедрой новой истории там.
В 1932—1936 годах директор Института истории Коммунистической академии, затем по февраль 1937 года директор Института истории АН СССР, затем там же заведующий сектором новой истории. Фактически возглавлял делегацию советских историков на VII Международном конгрессе историков в Варшаве (1933 г.).
В 1933—1938 годах ответственный редактор журнала «Историк-марксист», в 1926 году вошёл в его первую редколлегию.
В мае 1937 года Лукин заявил: «Мы, товарищи, несомненно, стоим перед опасностью новой мировой войны, войны, которая будет решающим столкновением двух систем — социалистической и капиталистической».
22 августа 1938 года академик Лукин был арестован, а 26 мая 1939 года ему был вынесен приговор Военной коллегией Верховного суда СССР, который гласил, что Н. М. Лукин признан «виновным в совершении преступлений, предусмотренных статьями 17-58-8 и 58-11 Уголовного кодекса РСФСР, и приговорен к лишению свободы в исправительно-трудовых лагерях сроком на 10 лет с поражением в политических правах на пять лет и конфискацией всего, лично принадлежащего ему имущества. Приговор окончательный и обжалованию не подлежит». На суде Н. М. Лукин заявил: «Я прошу суд учесть, что ввиду моего болезненного состояния я не мог терпеть физические воздействия, вследствие сего я оклеветал себя и оговорил других».
Умер в заключении, похоронен в Москве на Ваганьковском кладбище (участок № 20).
16 марта 1957 года Военной коллегией Верховного Суда СССР было принято определение, согласно которому приговор в отношении Н. М. Лукина от 29 мая 1939 года был отменён «за отсутствием состава преступления».

## Критика
Российский историк А. В. Чудинов, рассмотревший творчество и научный подход Лукина в своей книге «Французская революция: история и мифы» (глава 2 «Н. М. Лукин: У истоков советской историографии»), называет его «отцом-основателем» советской историографии стран Запада, оказавшим на неё огромное влияние, и при этом характеризует Лукина как крайне догматичного марксиста, который стремился везде искать признаки классовой борьбы и «выступал скорее бойцом идеологического фронта, нежели исследователем, ищущим ответа на непонятные для себя вопросы».

## Основные работы
- «Максимилиан Робеспьер» (1919; 2-е изд. 1924);
- «Парижская коммуна 1871 г.» (1922; 2-е изд. 1924; 3-е — 1926; 4-е — 1932);
- «Из истории революционных армий. Лекции» (1923)
- «Новейшая история Западной Европы» (1923; 2-е изд. 1925);
- «Очерки по новейшей истории Германии. 1890—1914 гг.» (1925),
- «Проблема изучения эпохи империализма» (1930),
- Избранные труды. Т. 1—3. М., 1960—1963.